# 安倍吉輝
安倍 吉輝(あべ よしてる、1941年9月28日 - 2009年10月25日)は、日本棋院に所属する囲碁の棋士（東京本院所属、九段）。門下に金川正明、釼持丈。女流棋士の岡田結美子は実娘、イラストレーターの安倍吉俊は息子。

## 人物
宮城県石巻市出身。1954年に院生。1960年入段。1962年、藤沢朋斎の門下となる。
1986年九段へ昇段。この間藤沢秀行の主宰する研究会（通称「秀行塾」）で薫陶を受ける。低段時代はよく一次・二次予選突破を果たし、「枠抜けのアベちゃん」の異名を取った。大手合の第二部で、三等に三回連続入賞。1965年、梶原武雄を団長、林裕を副団長とする囲碁使節団の一員として工藤紀夫とともに、１ヶ月中国を訪問。
1975年、NHK囲碁講座の講師をつとめる。
プロ棋士でありながら「趣味は囲碁」と公言するほど囲碁研究に打ち込んだことで知られる。定石研究に熱心なことで知られ、「アマの知らない定石」「アマの知らない布石」「妙手誕生」など著書多数。雑誌などでも定石講座を担当することが多かった。
2009年10月25日、舌がんのため死去。

## 実績・表彰
- 1984年　第9期棋聖戦八段戦準優勝
- 1987年　第5回日本囲碁ジャーナリストクラブ賞受賞

## 著書
- 対局ハプニング集 安倍吉輝 著 日本棋院 1973 (ゴ・スーパーブックス)
- この一手盤上のドラマ 安倍吉輝 著 日本棋院 1974 (ゴ・スーパーブックス)
- アマの知らない星の定石 安倍吉輝 著 成美堂出版 1978
- アマの知らない互先の定石 安倍吉輝 著 成美堂出版 1978
- 安倍ちゃんの冗句で覚える上達法 安倍吉輝 棋友社 1980
- 逆転の囲碁 : 定石のここを突け 安倍吉輝 著 二見書房 1981 (サラ・ブックス)
- プロ級手筋入門 : アマにもわかるプロ芸の神髄 安倍吉輝 著 創元社 1981 (初段に挑戦する囲碁シリーズ)
- 碁は構想力 : 有利に戦う作戦の立て方 安倍吉輝 [著] 誠文堂新光社 1981
- 新手・新型・新定石　別冊囲碁ｸﾗﾌﾞ31 安倍吉輝 日本棋院  1981
- アマの知らない定石 : 互先 安倍吉輝 著 成美堂出版(文庫) 1982
- 碁は構想力 : 有利に戦う作戦の立て方 安倍吉輝 著 誠文堂新光社 1982
- 古今妙手・鬼手 : 名手の神技を味わう 安倍吉輝 著 誠文堂新光社 1983
- 碁敵の知らない新定石 小目 安倍吉輝 著 成美堂出版 1985
- 序盤・中盤必勝テクニック : 実戦手筋百態'85 安倍吉輝 著 誠文堂新光社 1985
- 碁敵の知らない新定石 高目・目ハズシ 安倍吉輝 著 成美堂出版 1986
- 厚みの計算法 安倍吉輝 著 誠文堂新光社 1987  - 『囲碁』別冊
- ツケツケ百科 安倍吉輝 著 日本棋院 1988 (烏鷺うろブックス)
- 囲碁 実力テスト七・八級　安倍吉輝監修	成美堂出版 1988
- 勝負所を決める : 勝つも負けるもこの一手 安倍吉輝 著 誠文堂新光社 1990
- 囲碁妙手・奇手・新手・見損じ 安倍吉輝 著 三一書房 1994
- 碁敵粉砕!裏定石必勝法 安倍吉輝 著 棋苑図書 1997 (棋苑囲碁ブックス)
- 妙手誕生 : 近世から現代まで囲碁史に輝く一手 安倍吉輝 著 日本棋院 1999
- プロ級手筋入門―アマにもわかるプロ芸の神髄 (初段に挑戦する囲碁シリーズ 9) 安倍吉輝著 創元社 2000
- 英傑幻庵因碩 安倍吉輝 著 日本棋院 2001 (古典名局選集)
- 発想転換の囲碁 安倍吉輝 著 毎日コミュニケーションズ 2003 (Mycom囲碁文庫)
- 知って得する囲碁玉手箱―アマの知らない52の常識 安倍吉輝 著 毎日コミュニケーションズ 2004 (真・囲碁講座シリーズ )
- アマの知らない定石 : 互先・星 安倍吉輝 著 毎日コミュニケーションズ 2005 (Mycom囲碁文庫シリーズ)
- アマの知らない布石 : 布石の発想転換法 安倍吉輝 著 毎日コミュニケーションズ 2006 (Mycom囲碁ブックス)

### プロ実戦名手筋シリーズ
- 実戦手筋百態 : 勝利を呼ぶ石のはたらき 安倍吉輝 [著] 誠文堂新光社 1984 - 『囲碁』別冊、のちに単行本、前年分のプロの実戦から名手筋を選考・紹介
- 序盤・中盤必勝テクニック : 実戦手筋百態'85 安倍吉輝 [著] 誠文堂新光社 1985.7
- 実戦好手筋 : 参考にしたいプロの名手 安倍吉輝 著 誠文堂新光社 1986
- 序盤・中盤妙手筋 安倍吉輝 著 誠文堂新光社 1987
- 序盤・中盤攻防の手筋 安倍吉輝 著 誠文堂新光社 1988
- プロ実戦妙手筋 1 安倍吉輝 著 誠文堂新光社 1990
- プロ実戦妙手筋 2 安倍吉輝 著 誠文堂新光社 1990
- プロ実戦妙手筋 3 安倍吉輝 著 誠文堂新光社 1991
- プロの感覚・この一手 安倍吉輝 著 誠文堂新光社 1992
- プロの先端手筋 安倍吉輝 著 誠文堂新光社 1993

### 囲碁 新手・新型年鑑シリーズ
- 囲碁新手年鑑 (82年版) 安倍吉輝 (著) 四星社  1982
- 囲碁新手年鑑 (83年版) 安倍吉輝 (著) 四星社  1983
- 囲碁新手年鑑 (84年版) 安倍吉輝 (著) 四星社 1984
- 囲碁新手年鑑 (85年版) 安倍吉輝 (著) 四星社 1985
- 囲碁 新手・新型年鑑〈’86〉 安倍吉輝 (著) 誠文堂新光社 1986
- 囲碁 新手・新型年鑑〈’87〉 安倍吉輝(著)  誠文堂新光社 1987
- 囲碁 新手・新型年鑑〈’88〉安倍吉輝(著) 誠文堂新光社 1988
- 囲碁 新手・新型年鑑〈’89〉安倍吉輝(著) 誠文堂新光社 1989
- 囲碁 新手・新型年鑑〈’90〉安倍吉輝(著) 誠文堂新光社 1990
- 囲碁 新手・新型年鑑〈’91〉安倍吉輝(著) 誠文堂新光社 1991
- 囲碁 新手・新型年鑑〈’92〉安倍吉輝(著) 誠文堂新光社 1992
- 囲碁 新手・新型年鑑〈’93〉安倍吉輝(著) 誠文堂新光社 1993
- 囲碁 新手・新型年鑑〈’94〉安倍吉輝(著) 誠文堂新光社 1994
- 囲碁 新手・新型年鑑〈’95〉安倍吉輝(著) 誠文堂新光社 1995
- 囲碁 新手・新型年鑑〈’96〉安倍吉輝(著) 誠文堂新光社 1996
- 囲碁 新手・新型年鑑〈’97〉安倍吉輝(著) 誠文堂新光社 1997
- 新手新型歴代きわめつけ 安倍吉輝 著 誠文堂新光社 2002